# Норт Белмор (Њујорк)
Норт Белмор (енгл. North Bellmore) насељено је место без административног статуса у америчкој савезној држави Њујорк.

## Демографија
По попису из 2010. године број становника је 19.941, што је 138 (-0,7%) становника мање него 2000. године.
| Група             | 2000.          | 2010.          |
| Белци             | 17.888 (89,1%) | 16.704 (83,8%) |
| Афроамериканци    | 430 (2,1%)     | 512 (2,6%)     |
| Азијати           | 633 (3,2%)     | 919 (4,6%)     |
| Хиспаноамериканци | 913 (4,5%)     | 1.539 (7,7%)   |
| Укупно            | 20.079         | 19.941         |